# Dahlem (bei Bitburg)
Dahlem ist eine Ortsgemeinde im Eifelkreis Bitburg-Prüm in Rheinland-Pfalz. Sie gehört seit dem 1. Juli 2014 der Verbandsgemeinde Bitburger Land an.

## Geographische Lage
Dahlem liegt rund 14 Kilometer südöstlich von Bitburg am Rande des Bitburger Gutlandes, in der Nähe des Flusses Kyll. Der Ort ist von landwirtschaftlichen Nutzflächen umgeben. Westlich des Ortes fließt der Teitelbach, südlich von Dahlem der Aubach.
Nachbarorte sind die Ortsgemeinden Sülm im Nordwesten und Trimport im Südwesten, sowie – jenseits der Kyll – Auw an der Kyll und Preist im Südosten, sowie die Stadt Speicher im Nordosten.

## Geschichte

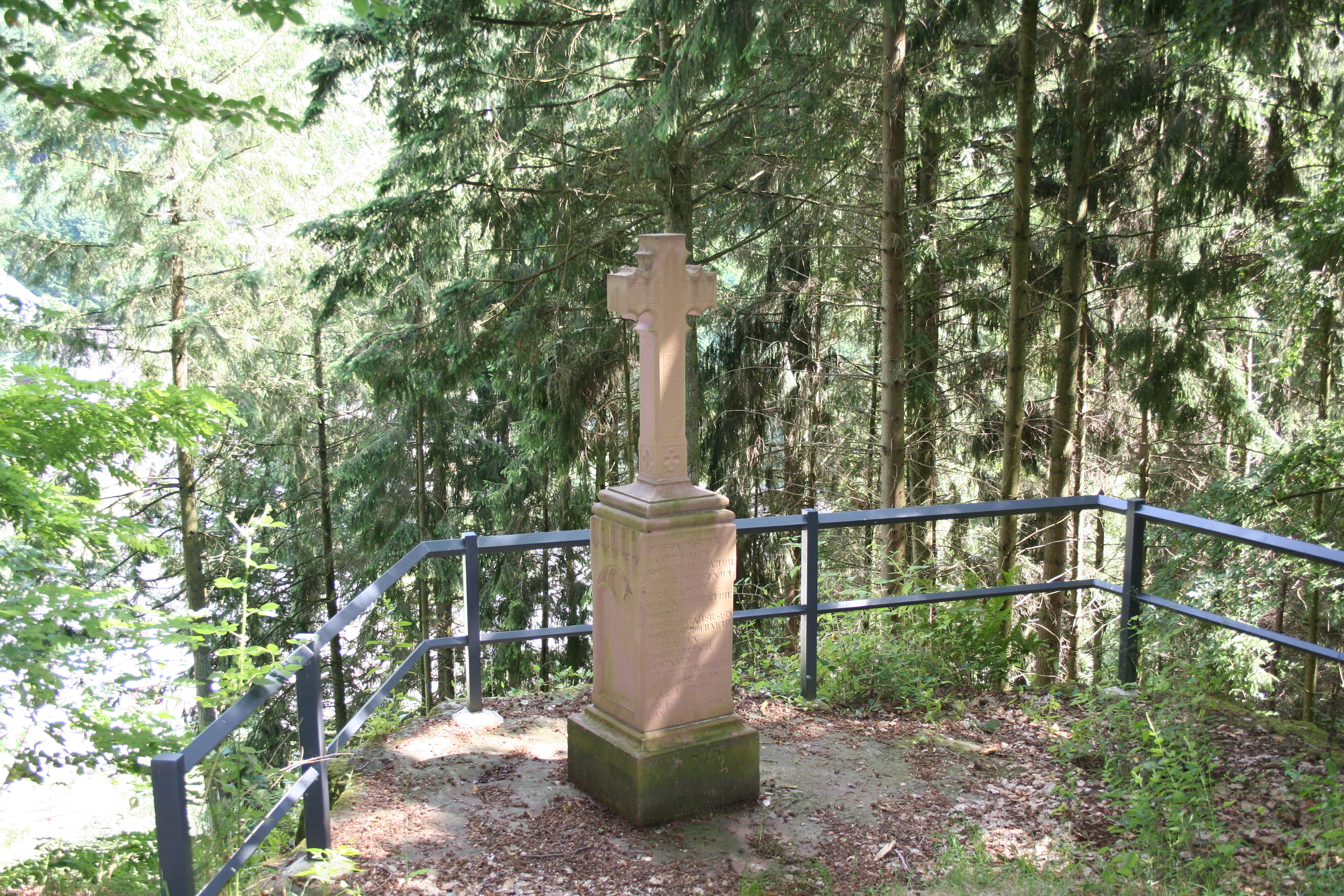
Eselskreuz

Im Ortsnamen ist das gotische „dal“ (althochdeutsch und mittelhochdeutsch: Tal, neudeutsch: dal, tell) = Tal, also Heim oder Haus im Tal wiedergegeben.
Dahlem wird nach Heinrich Beyer in der Urkunde von 783 (Schenkung an das Kloster Echternach) erstmals als „Dalheim“ erwähnt. Die Schreibung des Ortsnamens erfolgt durchgehend in zweisilbiger Form, wenn auch mit wechselnder Wortgestaltung.
So sind zu verzeichnen: Dalheim, Dalem villa (893), Dalheim (1258), Dalheym (1317), Dailheim (1326) und  Dalheim (1377).
Zwischen 1750 und 1850 existierte die Knappmühle, welche heute nur noch als Ruine erhalten ist.
Ende des 18. Jahrhunderts gehörte Dahlem bis zur Auflösung von Kurtrier zu dessen Amt Welschbillig. Die Inbesitznahme des Linken Rheinufers durch französische Revolutionstruppen beendete die alte Ordnung. Der Ort wurde von 1798 bis 1814 Teil der Französischen Republik (bis 1804) und anschließend des Französischen Kaiserreichs, zugeordnet der Mairie Idenheim im Kanton Pfalzel des Arrondissements Trier im Saardepartement. Nach der Niederlage Napoleons kam Dahlem aufgrund der 1815 auf dem Wiener Kongress getroffenen Vereinbarungen zum Königreich Preußen. Der Ort gehörte nun zur Bürgermeisterei Idenheim im Kreis Bitburg des Regierungsbezirks Trier, der 1822 Teil der neu gebildeten Rheinprovinz wurde.
Als Folge des Ersten Weltkriegs war die gesamte Region dem französischen Abschnitt der Alliierten Rheinlandbesetzung zugeordnet. Die Bürgermeisterei Idenheim wurde im Jahre 1930 aufgelöst und ihre Gemeinden in das Amt Bitburg-Land eingegliedert. Nach dem Zweiten Weltkrieg wurde Dahlem innerhalb der französischen Besatzungszone Teil des damals neu gebildeten Landes Rheinland-Pfalz.
Im Rahmen der rheinland-pfälzischen Gebiets- und Verwaltungsreform wurde Dahlem durch das Landesgesetz über die Verwaltungsvereinfachung vom 7. November 1970 der neu gebildeten Verbandsgemeinde Bitburg-Land zugeordnet, die wiederum zum 1. Juli 2014 in die Verbandsgemeinde Bitburger Land aufging.
Bevölkerungsentwicklung
Die Entwicklung der Einwohnerzahl von Dahlem (die Werte von 1871 bis 1987 beruhen auf Volkszählungen):
| Jahr | Einwohner |
| ---- | --------- |
| 1815 | 137       |
| 1835 | 214       |
| 1871 | 261       |
| 1905 | 225       |
| 1939 | 264       |
| 1950 | 249       |
| 1961 | 251       |

| Jahr | Einwohner |
| ---- | --------- |
| 1970 | 257       |
| 1987 | 234       |
| 1997 | 235       |
| 2005 | 245       |
| 2011 | 269       |
| 2017 | 274       |
| 2018 | 262       |

## Politik

### Gemeinderat
Der Gemeinderat in Dahlem besteht aus sechs Ratsmitgliedern, die bei der Kommunalwahl am 9. Juni 2024 in einer Mehrheitswahl gewählt wurden, und dem ehrenamtlichen Ortsbürgermeister als Vorsitzendem.

### Bürgermeister
Ralf Otten wurde am 17. Juni 2019 Ortsbürgermeister von Dahlem. Bei der Direktwahl am 26. Mai 2019 war er mit einem Stimmenanteil von 86,14 % gewählt worden. Bei der Direktwahl am 9. Juni 2024 wurde er als einziger Bewerber mit 76,8 % für weitere fünf Jahre in seinem Amt bestätigt.
Ottens Vorgänger Rudolf Werwy hatte das Amt von 2002 bis 2019 ausgeübt.

### Wappen
| Wappen von Dahlem | Blasonierung: „Schild mit rotem Hintergrund. In der Schildmitte vier ineinander greifende silberne Ringe.“ |
| Wappen von Dahlem | Wappenbegründung: Dahlem gehörte bis zum Ende des 18. Jahrhunderts zum Amt Welschbillig im Kurfürstentum Trier. Dafür steht der Schildgrund, für den man eine Ausführung in roter Farbe wählte. Der Schöffe des Hochgerichtes Dahlem führte ein Siegel mit vier ineinander greifenden Ringen. Diese sind in Schildmitte silbern symbolisiert. |

## Kultur und Sehenswürdigkeiten

### Sport
Dahlem bildet mit den Nachbargemeinden Sülm, Idenheim und Trimport den Sportverein DJK Eintracht DIST.
Im Ort ist zudem ein Verein für Bogensport ansässig.

### Sehenswürdigkeiten
Siehe auch: Liste der Kulturdenkmäler in Dahlem

## Verkehr
Dahlem ist durch die Kreisstraßen K 35 und K 36 erschlossen und liegt rund sechs Kilometer westlich der B 50.